# Mai 2011
Portal Geschichte | Portal Biografien | Aktuelle Ereignisse | Jahreskalender | Tagesartikel

◄ |
20. Jahrhundert |
21. Jahrhundert

◄ |
1980er |
1990er |
2000er |
2010er
| 2020er | 2030er | 2040er

◄ |
2007 |
2008 |
2009 |
2010 |
2011
| 2012 | 2013 | 2014 | 2015 | ►

◄ |
Februar 2011 |
März 2011 |
April 2011 |
Mai 2011 |
Juni 2011 |
Juli 2011 |
August 2011 |
►
Dieser Artikel behandelt tagesbezogene Nachrichten und Ereignisse im Mai 2011.

## Tagesgeschehen

### Sonntag, 1. Mai 2011
- Berlin/Deutschland, Bern/Schweiz, Wien/Österreich: Die Bürger der 2004 beigetretenen osteuropäischen Mitgliedstaaten der Europäischen Union – Estland, Lettland, Litauen, Polen, Slowakei, Slowenien, Tschechien und Ungarn – erhalten in Folge des Ablaufs der siebenjährigen Übergangsfrist die Arbeitnehmerfreizügigkeit im deutschsprachigen Raum.[1][2]
- Frankfurt am Main/Deutschland: Jens Weidmann wird als Nachfolger von Axel A. Weber Präsident der Bundesbank.[3]
- Moskau/Russland: Ende der Eiskunstlauf-Weltmeisterschaft; erfolgreichste Nationen werden Japan und Kanada mit jeweils einer Gold- und Silbermedaille.
- Vatikanstadt: Johannes Paul II., von 1978 bis 2005 Papst, wird vom gegenwärtigen Papst Benedikt XVI. seliggesprochen.[4]

### Montag, 2. Mai 2011

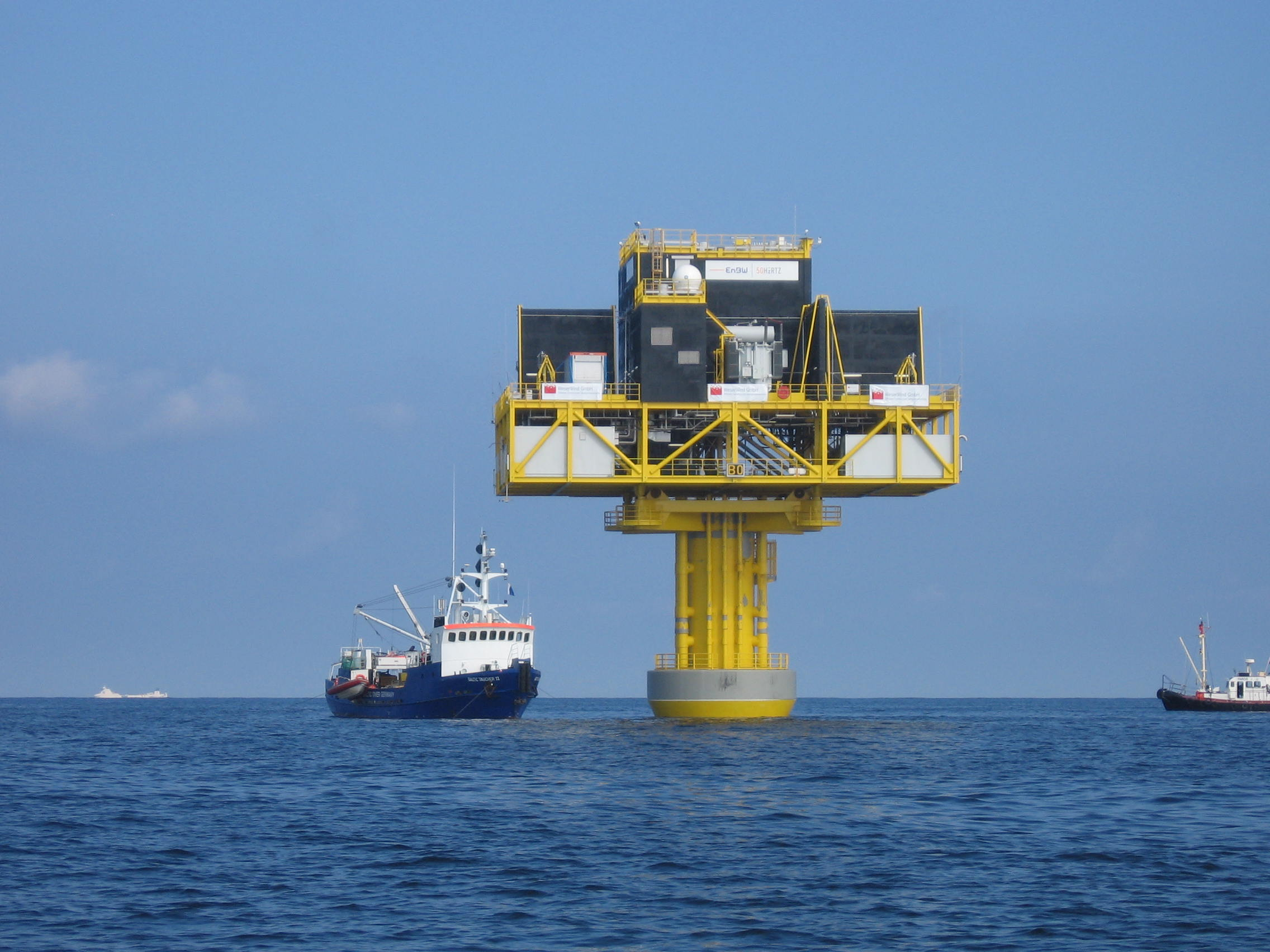
Umspannplattform des Offshore-Windparks „Baltic I“

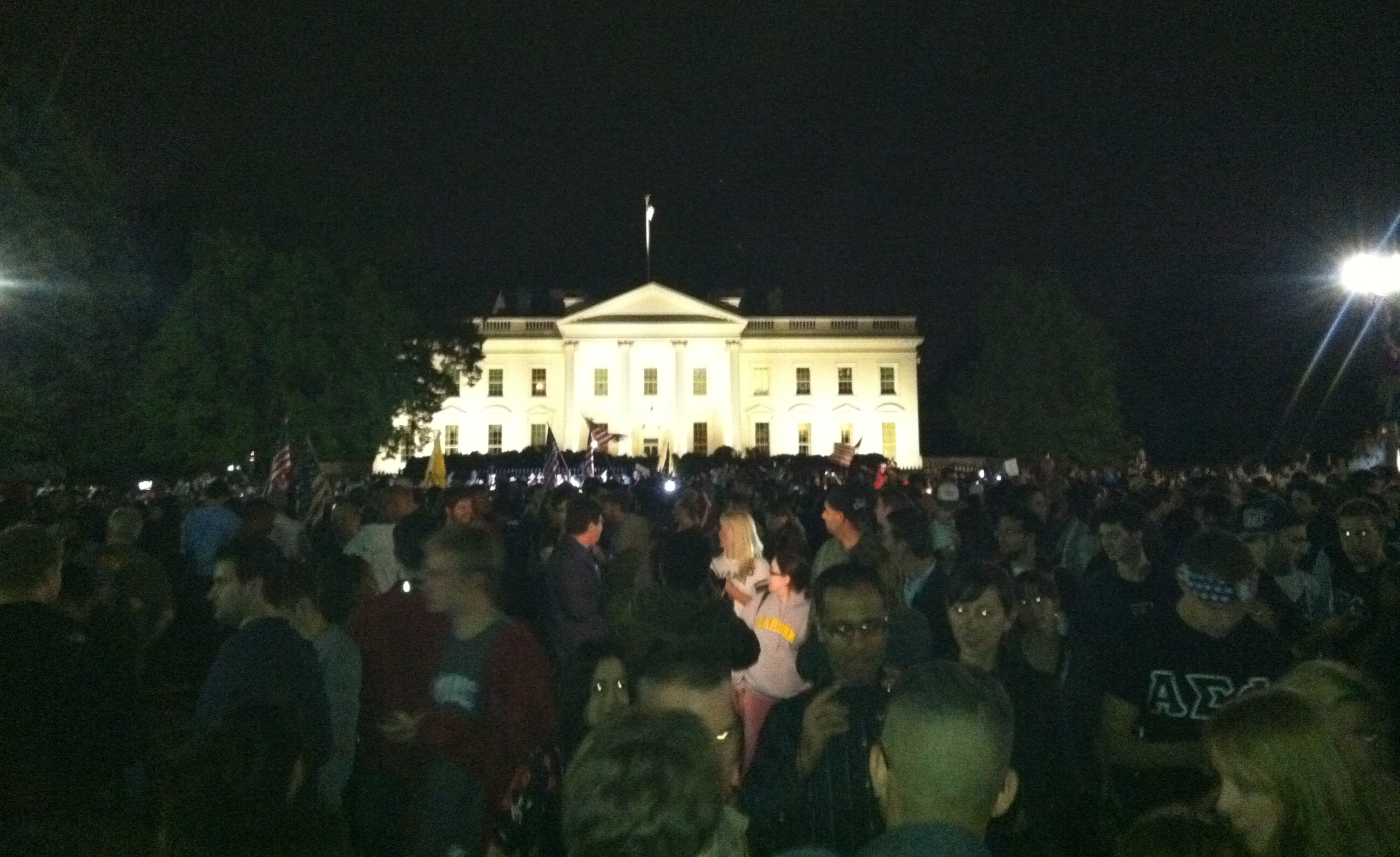
Das Weiße Haus in Washington

- Abbottabad/Pakistan: Bei der Operation Neptune’s Spear der United States Navy SEALs wird der Terrorist und Kopf des Terrornetzwerkes al-Qaida Osama bin Laden bei einem Feuergefecht getötet.[5]
- Ottawa/Kanada: Bei der Unterhauswahl erlangt die Konservative Partei von Premierminister Stephen Harper die absolute Mehrheit.[6]
- Rio de Janeiro/Brasilien: Fast zwei Jahre nach dem Absturz des Air-France-Fluges 447 wird nach dem Speichermodul des Flugschreibers auch der Stimmenrekorder aus dem Atlantischen Ozean geborgen.[7]
- Rostock/Deutschland: Mit „Baltic 1“ wird der erste kommerzielle Offshore-Windpark vor der Ostseeküste Mecklenburg-Vorpommerns in Betrieb genommen.[8]
- Washington, D.C./Vereinigte Staaten: Anlässlich der Nachricht über den Tod von Osama bin Laden versammeln sich spontan Menschen vor dem Weißen Haus und auf den Straßen von Manhattan in New York, um das Ereignis zu feiern.[9]
- Wiener Neustadt/Österreich: Der sogenannte Tierschützerprozess endet mit einem Freispruch für alle Angeklagten.[10]

### Dienstag, 3. Mai 2011
- Brüssel/Belgien: Nach Abschluss der Verhandlungen mit der Europäischen Union und dem Internationalen Währungsfonds werden Portugal Hilfen in Höhe von bis zu 78 Milliarden Euro zugesagt.[11]

### Mittwoch, 4. Mai 2011
- Kairo/Ägypten: Vertreter der rivalisierenden palästinensischen Gruppen Fatah und Hamas unterzeichnen ein Versöhnungsabkommen.[12]
- Karlsruhe/Deutschland: Das Bundesverfassungsgericht erklärt die Regelungen zur Sicherungsverwahrung von Straftätern für verfassungswidrig und folgt damit einem Urteil des Europäischen Gerichtshofs für Menschenrechte.[13]

### Donnerstag, 5. Mai 2011

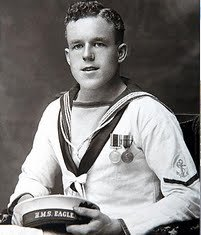
Claude Stanley Choules (1920)

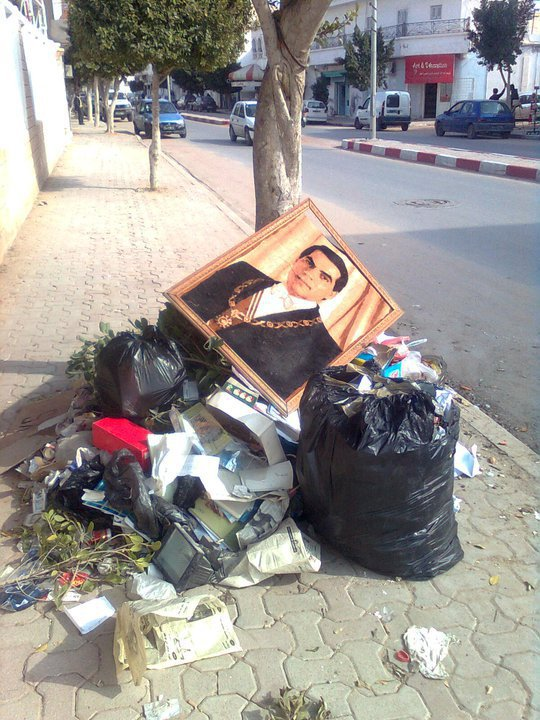
Entsorgtes Porträt von Zine el-Abidine Ben Ali

- Belfast/Vereinigtes Königreich: Bei der Wahl zur Nordirland-Versammlung bleibt die unionistische Democratic Unionist Party bei leichten Einbußen in der Wählergunst vor der republikanischen Partei Sinn Féin stärkste Kraft.[14]
- Budapest/Ungarn: Vor dem Stadtgericht beginnt der Prozess gegen den mutmaßlichen Kriegsverbrecher Sándor Képíró, der 1942 an einem Massaker an Juden, Sinti und Roma in der serbischen Stadt Novi Sad beteiligt gewesen sein soll.[15]
- Cardiff/Vereinigtes Königreich: Die Wahl zur walisischen Nationalversammlung endet mit deutlichen Zugewinnen der Labour Party auf Kosten von Plaid Cymru und Liberal Democrats.
- Edinburgh/Vereinigtes Königreich: Bei der Parlamentswahl in Schottland erhält die Scottish National Party erstmals die absolute Mehrheit der Mandate.
- Hilla/Irak: Bei einem Selbstmordanschlag kommen mindestens 21 Menschen ums Leben und mehr als 70 weitere werden verletzt.[16]
- London/Vereinigtes Königreich: Die landesweite Wahlrechtsreform wird in einer Volksabstimmung abgelehnt.
- Perth/Australien: Der wahrscheinlich letzte Veteran des Ersten Weltkriegs ist tot. Claude Stanley Choules wurde vor 110 Jahren in Pershore im Vereinigten Königreich geboren und begann 1915 unter falscher Altersangabe eine Ausbildung bei der Marine seines Geburtslandes.[17]
- Tunis/Tunesien: Die Justiz des Landes erhebt Anklage gegen den im Januar gestürzten Staatspräsidenten Zine el-Abidine Ben Ali wegen „Verschwörung gegen die innere Sicherheit“ und „Anstiftung zu Chaos, Mord und Plünderung“.[18]

### Freitag, 6. Mai 2011
- Bayreuth/Deutschland: Laut dem offiziellen Bericht der Universität hat der ehemalige Bundesverteidigungsminister Karl-Theodor zu Guttenberg beim Verfassen seiner Dissertation „Standards guter wissenschaftlicher Praxis evident grob verletzt und hierbei vorsätzlich getäuscht“.[19]
- New York/Vereinigte Staaten: Der Musikverlag Warner Music Group wird für einen Preis von 3,3 Milliarden US-Dollar an Access Industries, eine Beteiligungsgesellschaft im Besitz des Milliardärs Leonard Blavatnik, verkauft.[20]

### Samstag, 7. Mai 2011

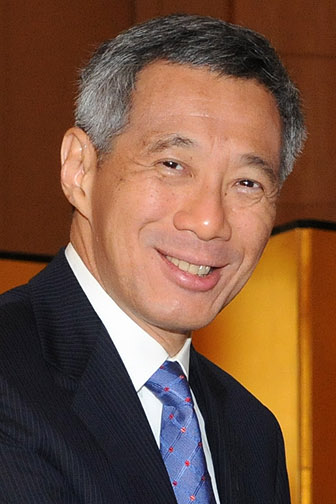
Lee Hsien Loong

- Kairo/Ägypten: Bei Brandanschlägen auf zwei koptische Kirchen kommen insgesamt zwölf Menschen ums Leben; in der Folge kommt es zu heftigen Straßenschlachten zwischen Christen und Muslimen, bei denen über 320 weitere Personen verletzt werden.[21]
- Kandahar/Afghanistan: Bei Angriffen der Taliban kommen mindestens 23 Menschen ums Leben und mehr als 40 weitere werden verletzt.[22]
- Singapur/Singapur: Bei den Parlamentswahlen gewinnt die Regierungspartei PAP von Ministerpräsident Lee Hsien Loong mit 60 % der Stimmen, während die Oppositionspartei WP auf 12,8 % der Wählerstimmen kommt.[23]
- Sorong/Indonesien: Bei einem Flugzeugabsturz kommen 27 Menschen ums Leben.[24]

### Sonntag, 8. Mai 2011
- Österreich: Die am 10. September 2010 begonnene 40. Saison der österreichischen Handballmeisterschaft der Frauen endet mit dem zweiten Finalspiel. Hypo Niederösterreich wird zum 35. Mal in Serie Handball-Meister.

### Montag, 9. Mai 2011
- Berlin/Deutschland: Deutscher Stichtag der EU-weiten Volkszählung
- Georgetown/Guyana: Die Union Südamerikanischer Nationen ernennt die ehemalige kolumbianische Außenministerin María Emma Mejía zu ihrer Generalsekretärin.[25]

### Dienstag, 10. Mai 2011

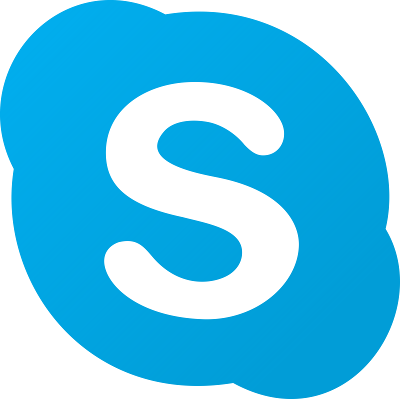
Skype-Icon

- Redmond/Vereinigte Staaten: Für einen Kaufpreis von 8,5 Milliarden US-Dollar übernimmt der Softwarehersteller Microsoft den Internettelefonie-Anbieter Skype.[26]

### Mittwoch, 11. Mai 2011

Cannes 2011

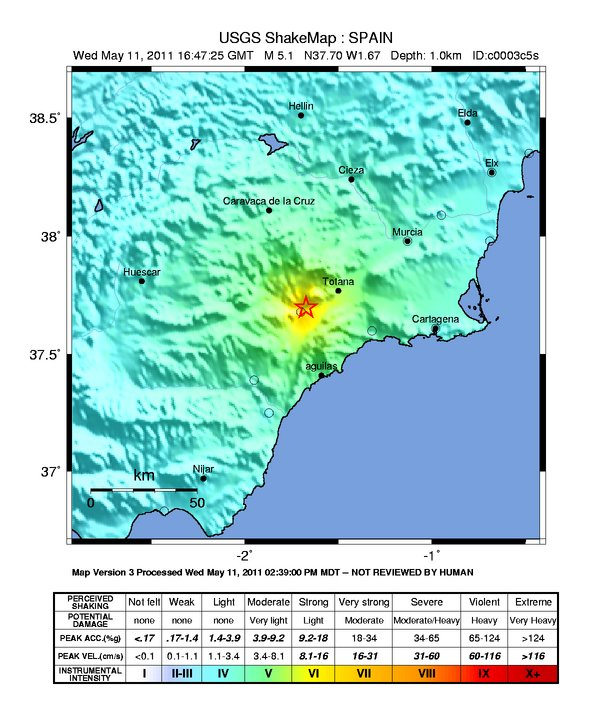
Schematische Darstellung des Erdbebens in Spanien

- Cannes/Frankreich: Die 64. Internationalen Filmfestspiele werden mit Woody Allens außer Konkurrenz laufender Komödie Midnight in Paris eröffnet.
- Istanbul/Türkei: 13 Mitgliedsstaaten des Europarates unterzeichnen die Konvention des Europarates zur Verhütung und Bekämpfung von Gewalt gegen Frauen und häuslicher Gewalt.[27]
- Kopenhagen/Dänemark: Trotz Mitgliedschaft im Schengen-Raum führt das Land an den Grenzen zu Deutschland und Schweden wieder Kontrollen ein.[28]
- Lorca/Spanien: Bei einem Erdbeben im Südosten des Landes der Stärke 5,1 Mw auf der Momenten-Magnituden-Skala kommen mindestens neun Menschen ums Leben und mehr als 300 weitere werden verletzt.[29]

### Donnerstag, 12. Mai 2011
- Berlin/Deutschland: Im Zuge einer Umbildung des Bundeskabinetts auf Seiten der FDP ersetzt der bisherige Gesundheitsminister Philipp Rösler Rainer Brüderle als Wirtschaftsminister. Röslers Nachfolger als Gesundheitsminister wird Daniel Bahr, Brüderle wird neuer Fraktionsvorsitzender.[30]
- München/Deutschland: Das Landgericht II verurteilt den ehemaligen Aufseher des Vernichtungslagers Sobibor John Demjanjuk wegen Beihilfe zum Mord in mindestens 27.900 Fällen zu fünf Jahren Haft.[31]
- Stuttgart/Deutschland: Der Landtag von Baden-Württemberg wählt Winfried Kretschmann im ersten Wahlgang zum Ministerpräsidenten; zum ersten Mal in der Geschichte des Landes bekleidet damit ein Grünen-Politiker ein derartiges Amt.[32]

### Freitag, 13. Mai 2011
- Charsadda/Pakistan: Bei zwei Selbstmordanschlägen der Taliban im Nordosten des Landes kommen mindestens 82 Menschen ums Leben.[33]
- London/Vereinigtes Königreich: Der Jahresbericht der Menschenrechtsorganisation Amnesty International beklagt Folter und andere Misshandlungen in 98 Staaten sowie Zensur in 89 Staaten weltweit.[34]
- Rostock/Deutschland: Mit mehr als 95 % der Stimmen wird Philipp Rösler zum neuen Bundesparteivorsitzenden der FDP gewählt.[35]

### Samstag, 14. Mai 2011

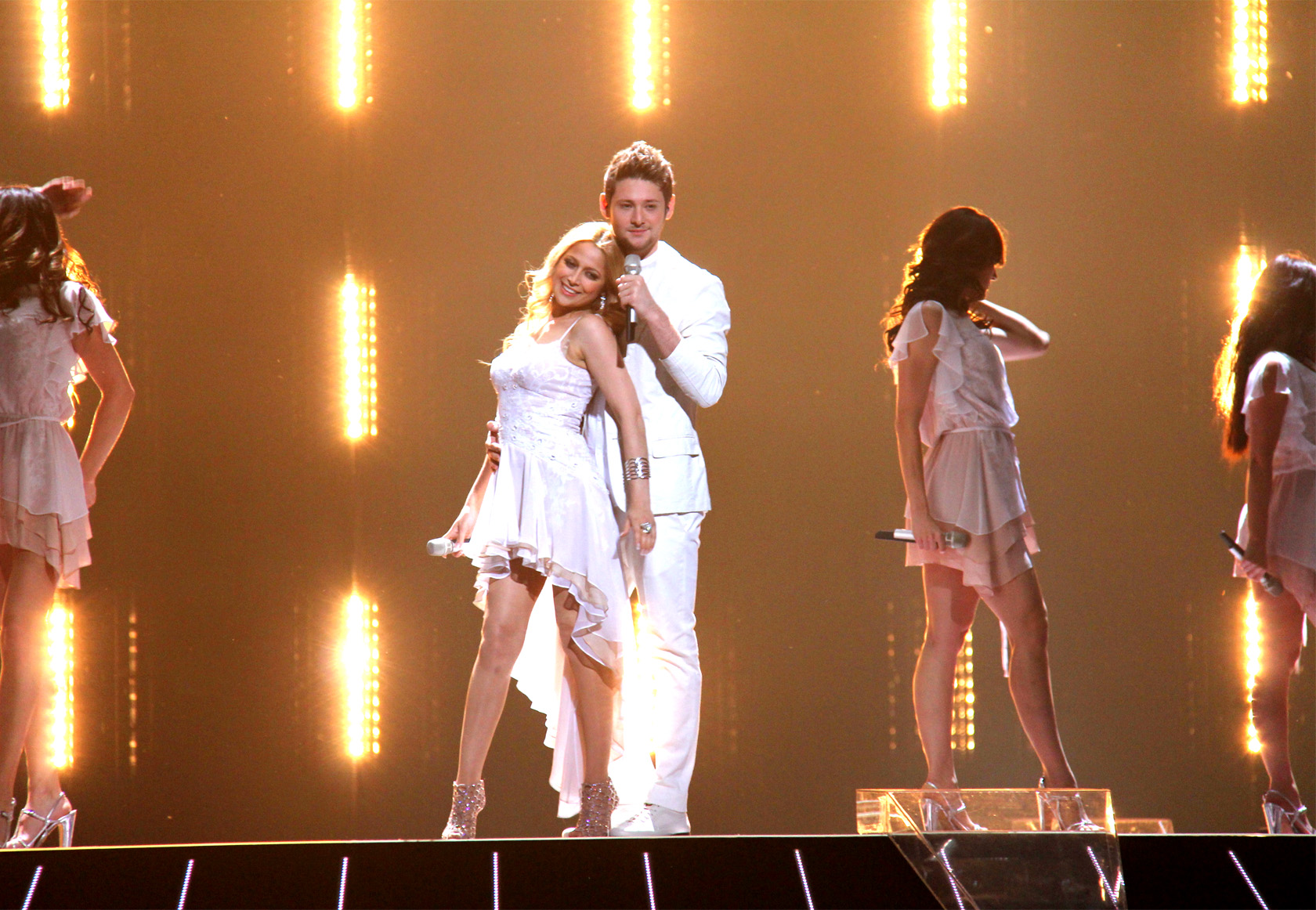
Nikki und Ell

- Düsseldorf/Deutschland: Die aserbaidschanischen Sänger Nikki und Ell gewinnen mit dem Titel Running Scared den 56. Eurovision Song Contest.
- Frankfurt am Main/Deutschland: Letzter Spieltag der Fußball-Bundesliga 2010/11. Deutscher Meister wird Borussia Dortmund vor Bayer 04 Leverkusen und dem FC Bayern München; der FC St. Pauli und Eintracht Frankfurt steigen direkt in die 2. Bundesliga ab, Borussia Mönchengladbach muss in die Relegation.[36]
- Port-au-Prince/Haiti: Michel Martelly wird als Staatspräsident vereidigt.[37]

### Sonntag, 15. Mai 2011

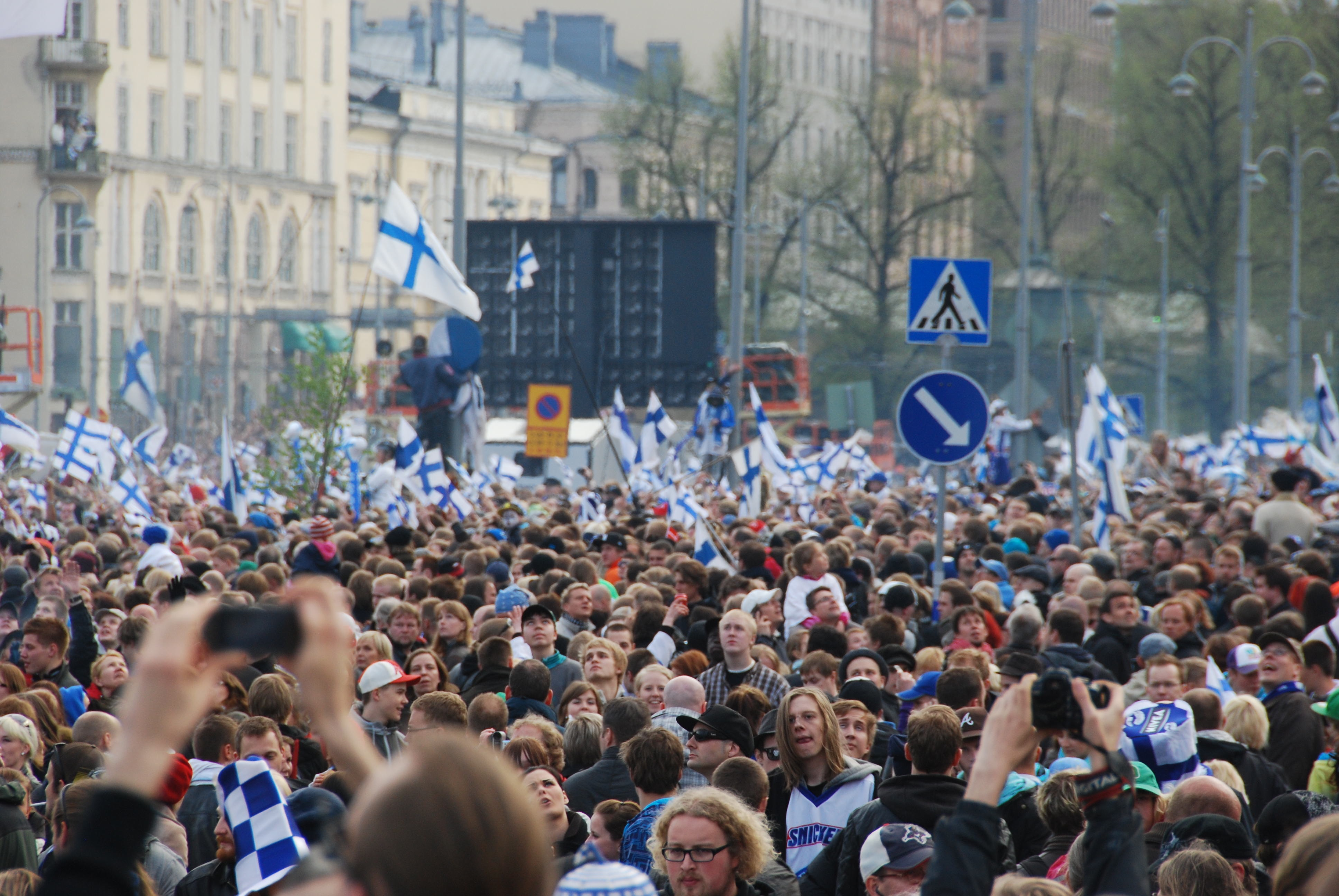
Finnische Freude über den Gewinn der Eishockey-WM

- Bratislava/Slowakei: Mit einem 6:1-Sieg über Schweden gewinnt Finnland zum zweiten Mal die Eishockey-Weltmeisterschaft der Herren.[38]
- Madrid/Spanien: Beginn von landesweiten Protesten gegen die Regierung.[39]
- Würzburg/Deutschland: Georg Häfner wird seliggesprochen.[40]

### Montag, 16. Mai 2011

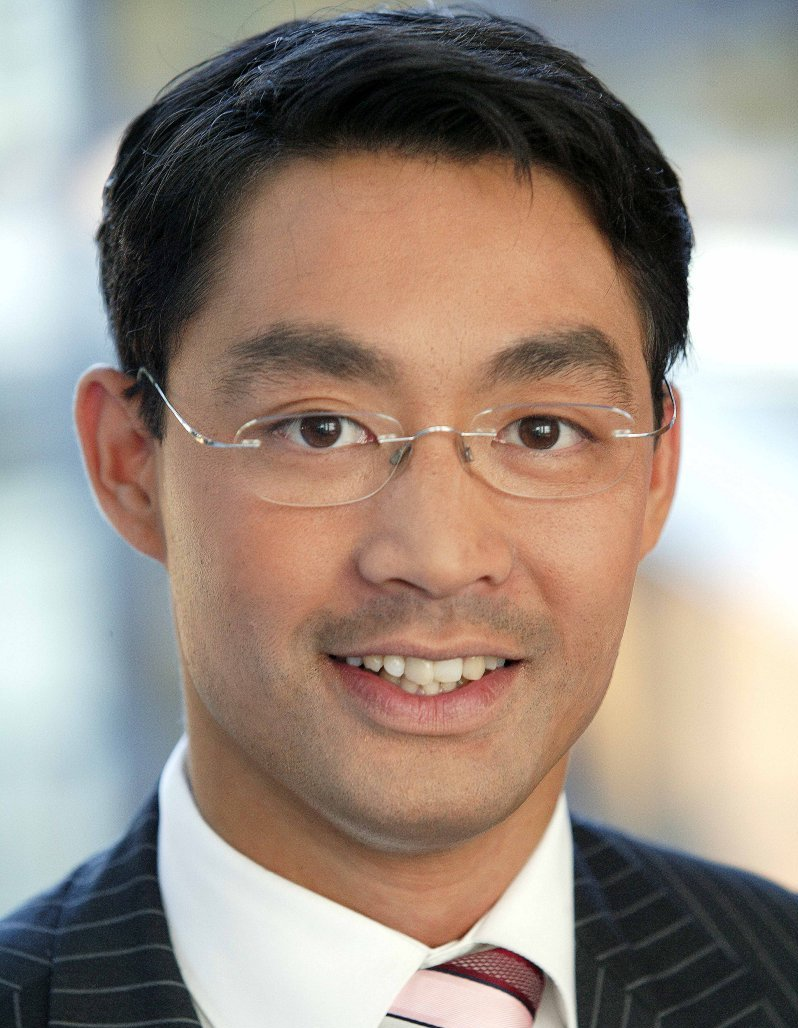
Philipp Rösler

- Berlin/Deutschland: Bundeskanzlerin Angela Merkel ernennt den FDP-Politiker und Bundesminister für Wirtschaft Philipp Rösler zum Vizekanzler der Bundesrepublik.[41]
- Cape Canaveral/Vereinigte Staaten: Das Space Shuttle Endeavour startet zu seiner letzten Mission STS-134 und befördert das Alpha-Magnet-Spektrometer sowie den EXPRESS Logistics Carrier 3 zur ISS.[42]

### Dienstag, 17. Mai 2011
- Arusha/Tansania: Der Internationale Strafgerichtshof für Ruanda verurteilt den früheren General Augustin Bizimungu wegen Völkermordes zu 30 Jahren Haft.[43]

### Mittwoch, 18. Mai 2011

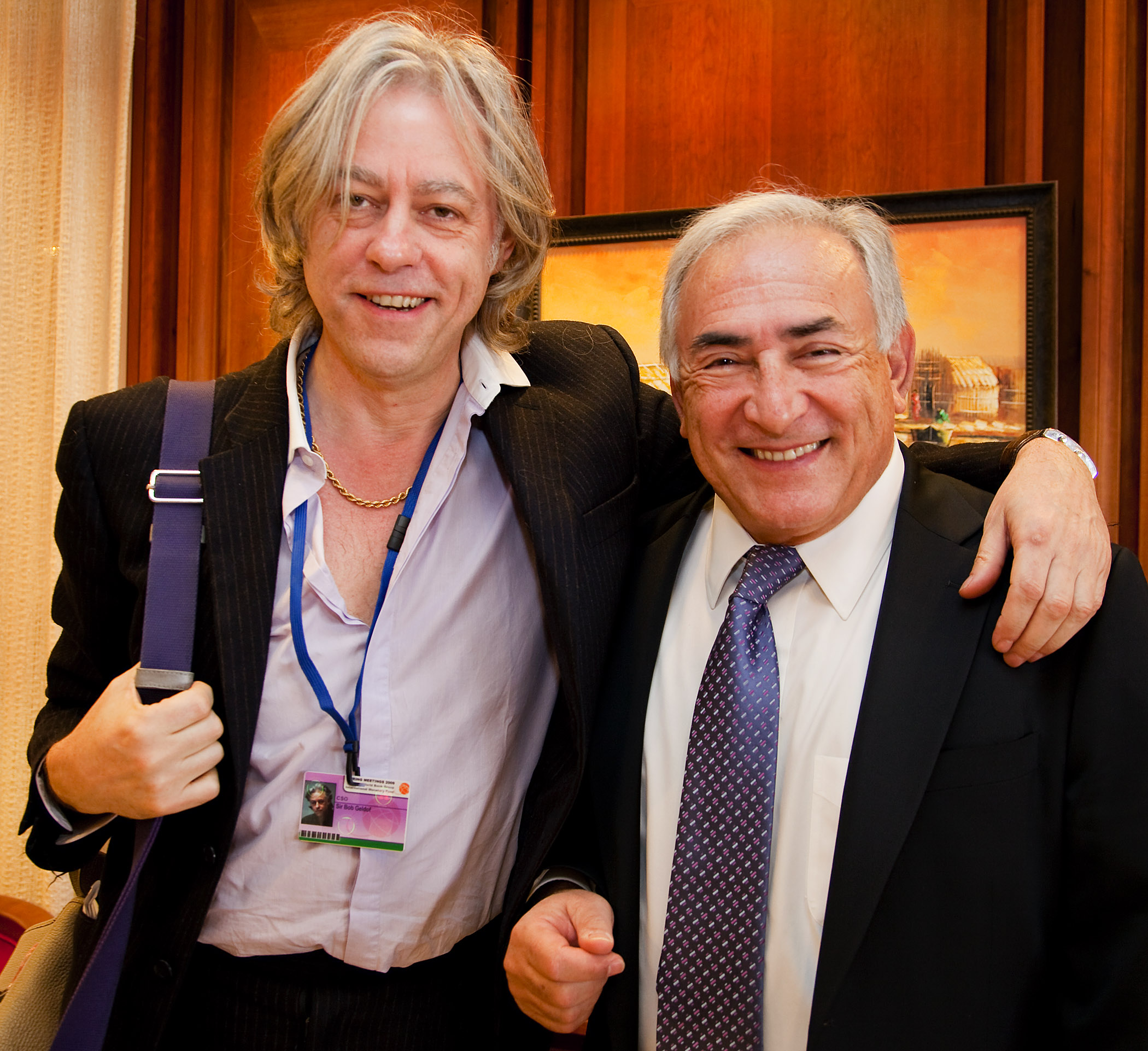
Bob Geldof, Dominique Strauss-Kahn

- Darmstadt/Deutschland: Der Schriftsteller Friedrich Christian Delius wird mit dem Georg-Büchner-Preis geehrt.[44]
- Dublin/Irland: Mit einem 1:0-Finalsieg über Sporting Braga gewinnt der FC Porto die UEFA Europa League.
- Mainz/Deutschland: Der Landtag Rheinland-Pfalz wählt Amtsinhaber Kurt Beck im ersten Wahlgang zum Ministerpräsidenten.[45]
- New York/Vereinigte Staaten: Wegen der gegen ihn erhobenen Vorwürfe der versuchten Vergewaltigung tritt Dominique Strauss-Kahn als Vorsitzender des Internationalen Währungsfonds zurück; neuer kommissarischer Leiter der Organisation wird sein bisheriger Stellvertreter John Lipsky.[46]
- Prahuaniyeu/Argentinien: Bei einem Flugzeugabsturz kommen mindestens 22 Menschen ums Leben.[47]
- Sydney/Australien: Der US-amerikanische Autor Philip Roth wird mit dem renommierten Man Booker International Prize ausgezeichnet.[48]

### Donnerstag, 19. Mai 2011
- London/Vereinigtes Königreich: Börsengang der Glencore International AG, der weltweit größten Unternehmensgruppe im Rohstoffhandel, an der Stock Exchange.[49]

### Freitag, 20. Mai 2011
- Damaskus/Syrien: Bei erneuten landesweiten Protesten gegen die Herrschaft von Staatspräsident Baschar al-Assad kommen mindestens 34 Menschen ums Leben.[50]
- Innsbruck/Österreich: Mit 95,5 % der Delegiertenstimmen wird Michael Spindelegger zum neuen Bundesparteivorsitzenden der Österreichischen Volkspartei gewählt.[51]
- Köln/Deutschland: Im Rückspiel des Finales im EHF-Europapokal der Pokalsieger trennen sich der VfL Gummersbach und TFHB aus Frankreich mit 26:26; aufgrund des 30:28-Hinspielsieges verteidigt Gummersbach damit diesen Titel und gewinnt zum dritten Mal in Folge einen Europapokal.[52]
- Offenbach/Deutschland: Die komplette Netzinfrastruktur der Piratenpartei wird aufgrund eines Rechtshilfeersuchens aus Frankreich durch das Bundeskriminalamt beschlagnahmt, da mutmaßlich von Dritten eine Straftat über einen öffentlichen Dienst der Partei geplant wurde.[53]
- Tokio/Japan: Mehr als zwei Monate nach Beginn der Nuklearkatastrophe von Fukushima kündigt Masataka Shimizu, Präsident des Atomkraftwerkebetreibers Tepco, seinen Rücktritt an.[54]

### Samstag, 21. Mai 2011

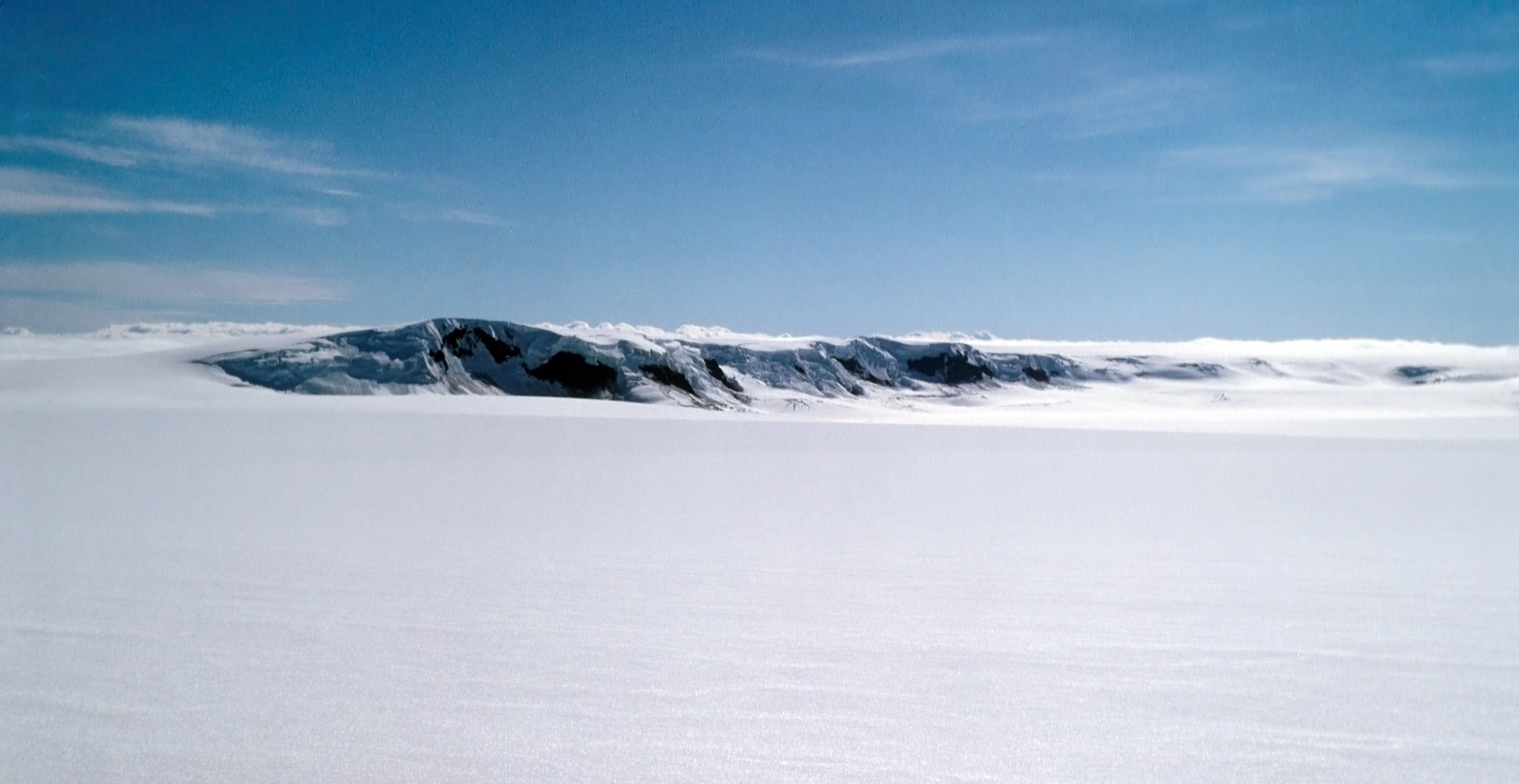
Grímsvötn (1972)

- Austurland/Island: Der Vulkan Grímsvötn bricht aus. In der Folge kommt es aufgrund der ausgestoßenen Aschewolke auf den Britischen Inseln, in Norddeutschland und Südskandinavien zu Störungen und Ausfällen im Flugbetrieb.[55][56]
- Berlin/Deutschland: Im Finale des DFB-Pokals besiegt der FC Schalke 04 den MSV Duisburg mit 5:0 und ist damit zum fünften Mal Sieger dieses Wettbewerbs.[57]
- Yamoussoukro/Elfenbeinküste: Sechs Monate nach der Präsidentschaftswahl und den darauffolgenden Unruhen tritt der Wahlsieger Alassane Ouattara offiziell sein Amt an.[58]

### Sonntag, 22. Mai 2011
- Bremen/Deutschland: Bei der Bürgerschaftswahl bleibt die SPD unter dem amtierenden Bürgermeister Jens Böhrnsen mit etwa 38,0 % stärkste Kraft; die Grünen werden mit etwa 22,9 % erstmals zweitstärkste Kraft vor der CDU mit etwa 20,6 %. Die Linke mit etwa 5,7 % und die Partei Bürger in Wut mit etwa 3,8 % werden ebenfalls in der künftigen Bürgerschaft vertreten sein.[59]
- Cannes/Frankreich: Zum Ende der 64. Internationalen Filmfestspiele wird der US-amerikanische Beitrag The Tree of Life von Regisseur Terrence Malick mit der Goldenen Palme ausgezeichnet.[60]
- Joplin/Vereinigte Staaten: Durch einen Tornado kommen mindestens 24 Menschen ums Leben.[61]
- Madrid/Spanien: Bei den Regional- und Kommunalwahlen 2011 muss die Sozialistische Partei von Ministerpräsident José Luis Zapatero erhebliche Verluste hinnehmen und erreicht nur 27,8 % der Stimmen; die Volkspartei erreicht hingegen 37,6 % und ist damit stärkste Kraft.[62]
- Nikosia/Zypern: Bei den Parlamentswahlen erlangt die DISY 34,27 % der Wählerstimmen, während die AKEL 32,67 % erreicht und die DIKO wird mit 15,77 % drittstärkste Kraft.[63]

### Montag, 23. Mai 2011
- Berlin/Deutschland: Wegen drohender Haushaltsnotlage werden die vier Länder Berlin, Bremen, Saarland und Schleswig-Holstein durch den Stabilitätsrat von Bund und Ländern unter Aufsicht gestellt.[64]
- Berlin/Deutschland: Das internationale Frauen-Fußball-Kultur-Festival wird mit dem diesjährigen Gustav-Heinemann-Bürgerpreis der SPD ausgezeichnet.[65]
- Den Haag/Niederlande: Wahl zur Ersten Kammer der Generalstaaten[66]

### Dienstag, 24. Mai 2011
- Kairo/Ägypten: Die Oberstaatsanwaltschaft erhebt Anklage gegen den ehemaligen Präsidenten Husni Mubarak und beschuldigt ihn der Mittäterschaft an der Tötung von mehr als 800 Demonstranten.[67]
- Tokio/Japan: Der Energieversorger Tepco räumt offiziell ein, dass es bei der Nuklearkatastrophe von Fukushima auch in den Reaktorblöcken 2 und 3 zu einer Kernschmelze gekommen sei.[68]

### Mittwoch, 25. Mai 2011

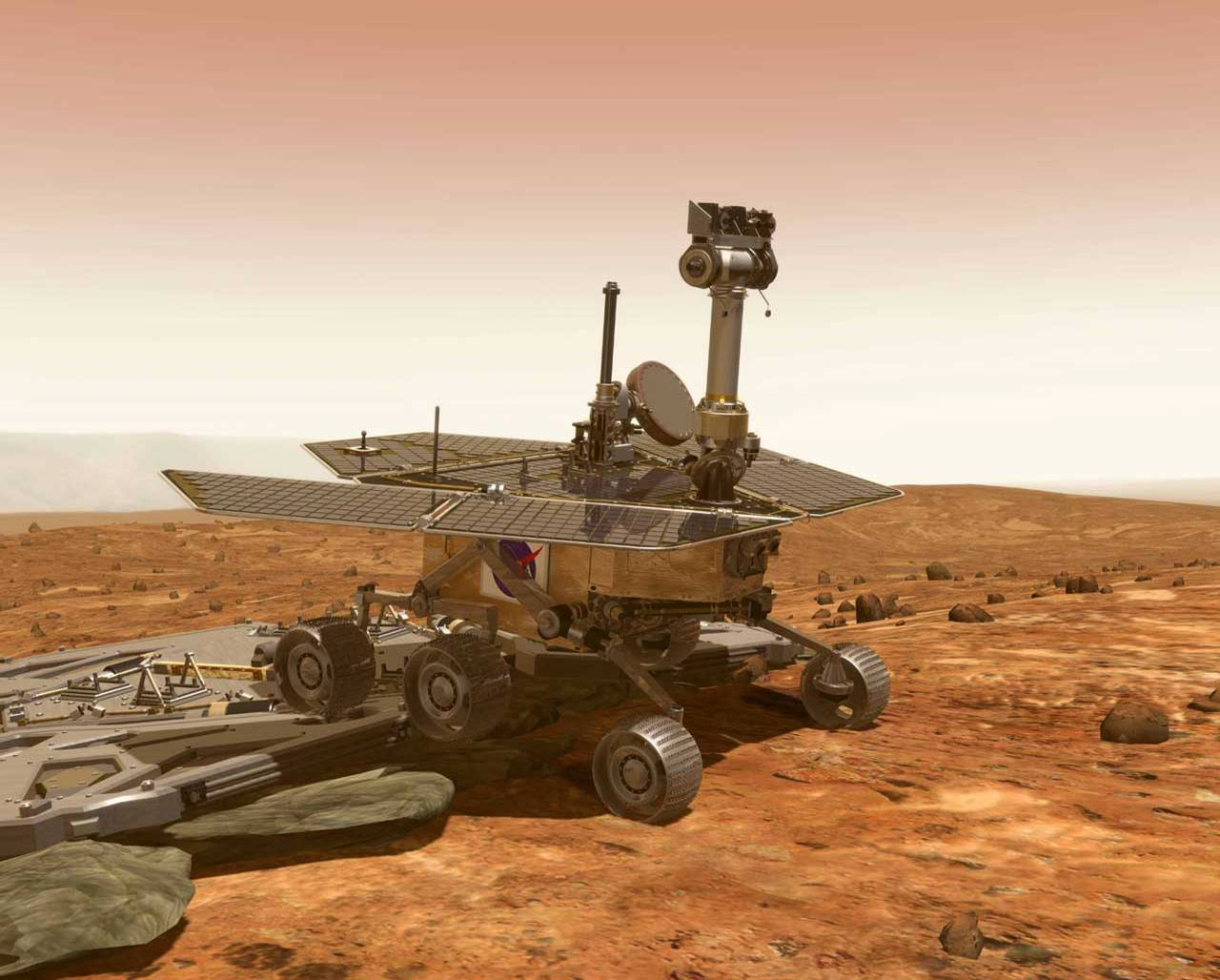
Die Marssonde Spirit

- Bern/Schweiz: Der Bundesrat beschließt den langfristigen Ausstieg aus der Atomenergie; die fünf bestehenden Kernkraftwerke sollen zwischen 2019 und 2034 abgeschaltet werden.[69]
- Muri bei Bern/Schweiz: Letzter Spieltag der Axpo Super League. Meister wird der FC Basel vor dem FC Zürich; der FC St. Gallen steigt direkt in die Challenge League ab, der AC Bellinzona muss in die Barrage.[70]
- Washington, D.C./Vereinigte Staaten: Mehr als ein Jahr nach dem Kontaktabbruch zur Marssonde Spirit beendet die NASA die aktive Kontaktaufnahme und damit die Mission.[71]
- Wien/Österreich: Letzter Spieltag der tipp3-Bundesliga. Meister wird der SK Sturm Graz vor dem FC Red Bull Salzburg; der LASK Linz steigt in die Erste Liga ab.[72]

### Donnerstag, 26. Mai 2011

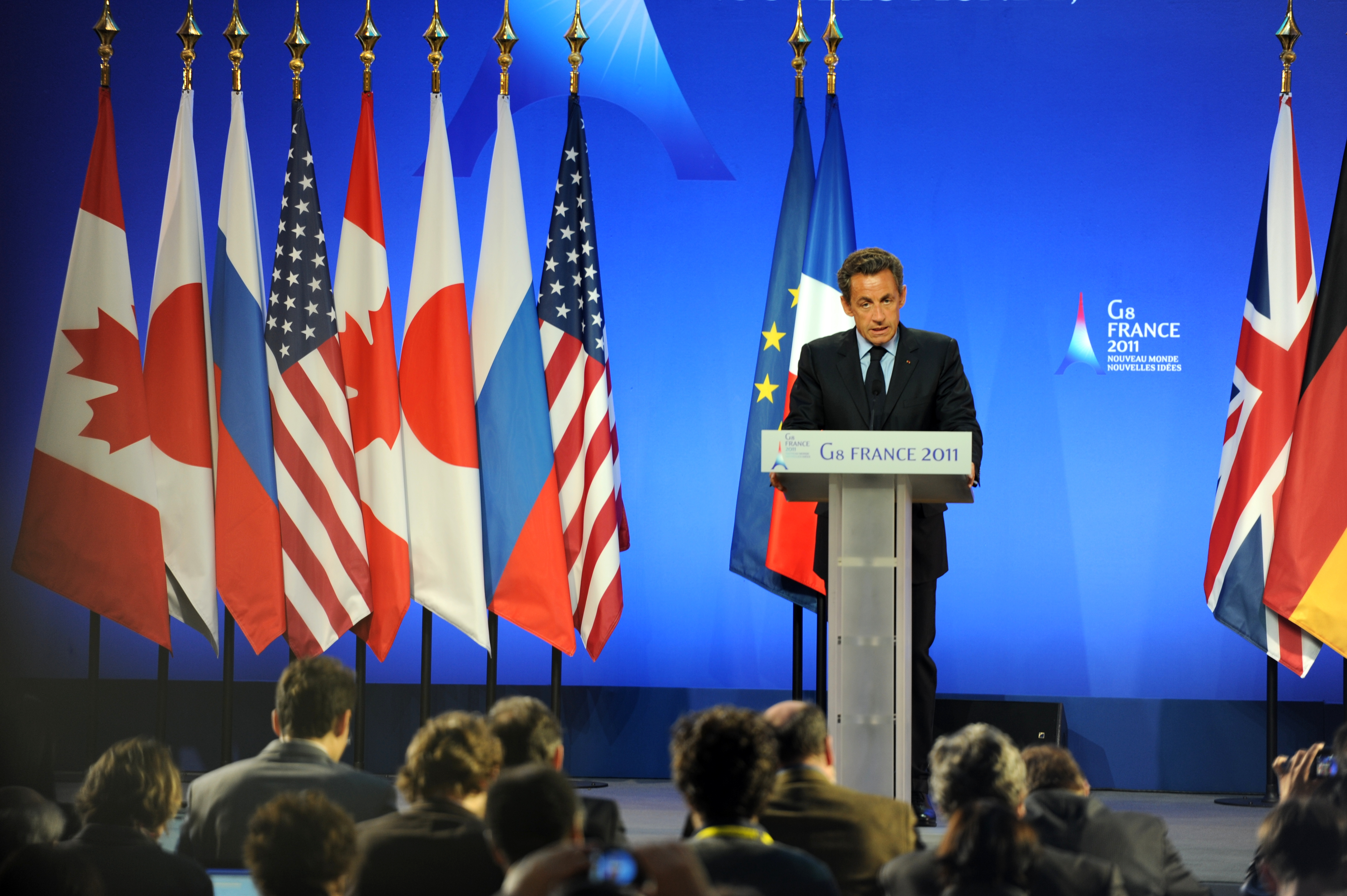
Nicolas Sarkozy in Deauville

- Deauville/Frankreich: Die Staatschefs der Gruppe der Acht und zwei Vertreter der Europäischen Union treffen sich zum 37. Weltwirtschaftsgipfel.[73][74]
- Lazarevo/Serbien: Der mutmaßliche Kriegsverbrecher Ratko Mladić, der insbesondere für das Massaker von Srebrenica verantwortlich gemacht wird, wird festgenommen.[75]
- London/Vereinigtes Königreich: Im Finale der UEFA Women’s Champions League zwischen dem 1. FFC Turbine Potsdam und Olympique Lyon gewinnt die Mannschaft aus Frankreich ihren ersten Titel in diesem Wettbewerb.[76]
- Sanaa/Jemen: Bei einer Explosion in einem Munitionsdepot kommen mindestens 28 Menschen ums Leben.[77]

### Freitag, 27. Mai 2011
- Deauville/Frankreich: Ende des G8-Gipfels.

### Samstag, 28. Mai 2011

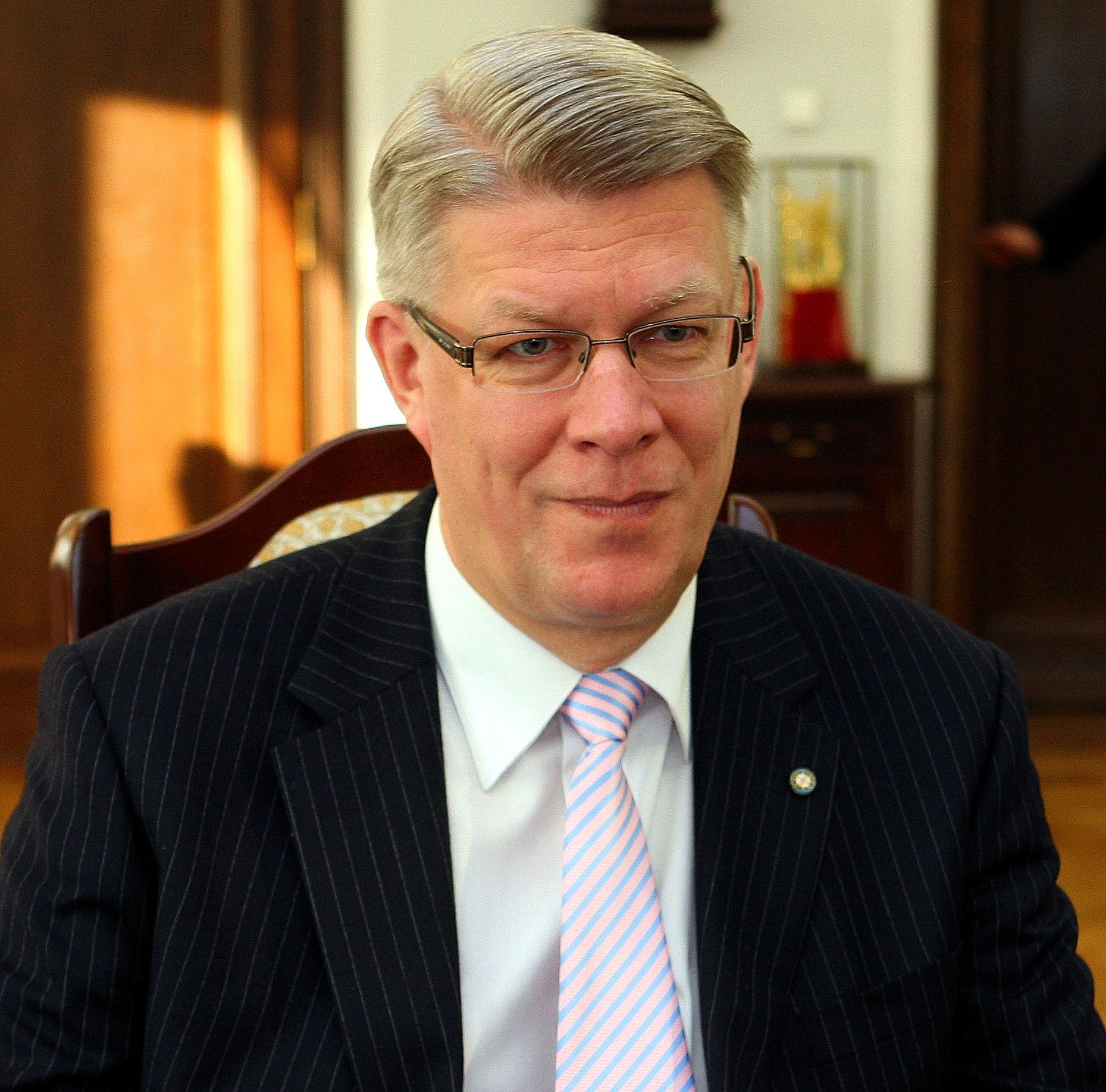
Valdis Zatlers

- London/Vereinigtes Königreich: Im Finale der UEFA Champions League siegt der FC Barcelona gegen Manchester United mit 3:1 und ist damit zum vierten Mal Sieger dieses Wettbewerbes.[78]
- Rafah/Palästinensische Autonomiegebiete: Ägypten öffnet erstmals seit vier Jahren den Grenzübergang zum Gazastreifen für den Personenverkehr.[79]
- Riga/Lettland: In Zusammenhang mit einer Korruptionsaffäre beantragt Staatspräsident Valdis Zatlers die Auflösung des Parlaments.[80]
- Tegucigalpa/Honduras: Der 2009 gestürzte Staatspräsident Manuel Zelaya kehrt aus seinem Exil in Nicaragua zurück.[81]

### Sonntag, 29. Mai 2011
- Abuja/Nigeria: Eineinhalb Monate nach den Präsidentschaftswahlen wird Goodluck Jonathan als Staatspräsident vereidigt.[82]
- Basel/Schweiz: Im Finale des Schweizer Fussball-Cups gewinnt der FC Sion mit 2:0 gegen Neuchâtel Xamax und ist damit zum zwölften Mal Cupsieger.[83]
- Mailand/Italien: Der Gesamtsieg im Rad-Etappenrennen Giro d’Italia geht bei der 94. Auflage zum zweiten Mal an den Spanier Alberto Contador. Es ist der vierte Gesamtsieg eines Spaniers bei dieser Rundfahrt.[84]
- Rom/Italien: Zweite Runde der Kommunalwahlen.[85]
- Valletta/Malta: In einem Referendum stimmen 53 % der Wähler für die Zulassung von Scheidungen.[86]
- Wien/Österreich: Im Finale um den Österreichischen Fußball-Cup 2010/11 besiegt die SV Ried den SC Austria Lustenau mit 2:0 und gewinnt damit zum zweiten Mal nach 1998 den Titel.[87]

### Montag, 30. Mai 2011
- Guwahati/Indien: Bei einem Busunglück im Nordosten des Landes kommen 28 Menschen ums Leben und zehn weitere werden verletzt.[88]

### Dienstag, 31. Mai 2011
- Mannheim/Deutschland: Das Landgericht spricht den Schweizer Moderator Jörg Kachelmann vom Vorwurf der Vergewaltigung frei.[89]
- Port Vila/Vanuatu: Der Südpazifikstaat erkennt als fünftes Land nach Russland, Nicaragua, Venezuela und Nauru die von Georgien abtrünnige Provinz Abchasien an.[90]
- Tschetschenien/Russland: Knapp fünf Jahre nach dem Mord an der regierungskritischen Journalistin Anna Politkowskaja nehmen Ermittler den mutmaßlichen Täter Rustam Machmudow fest.[91]

## Weblinks

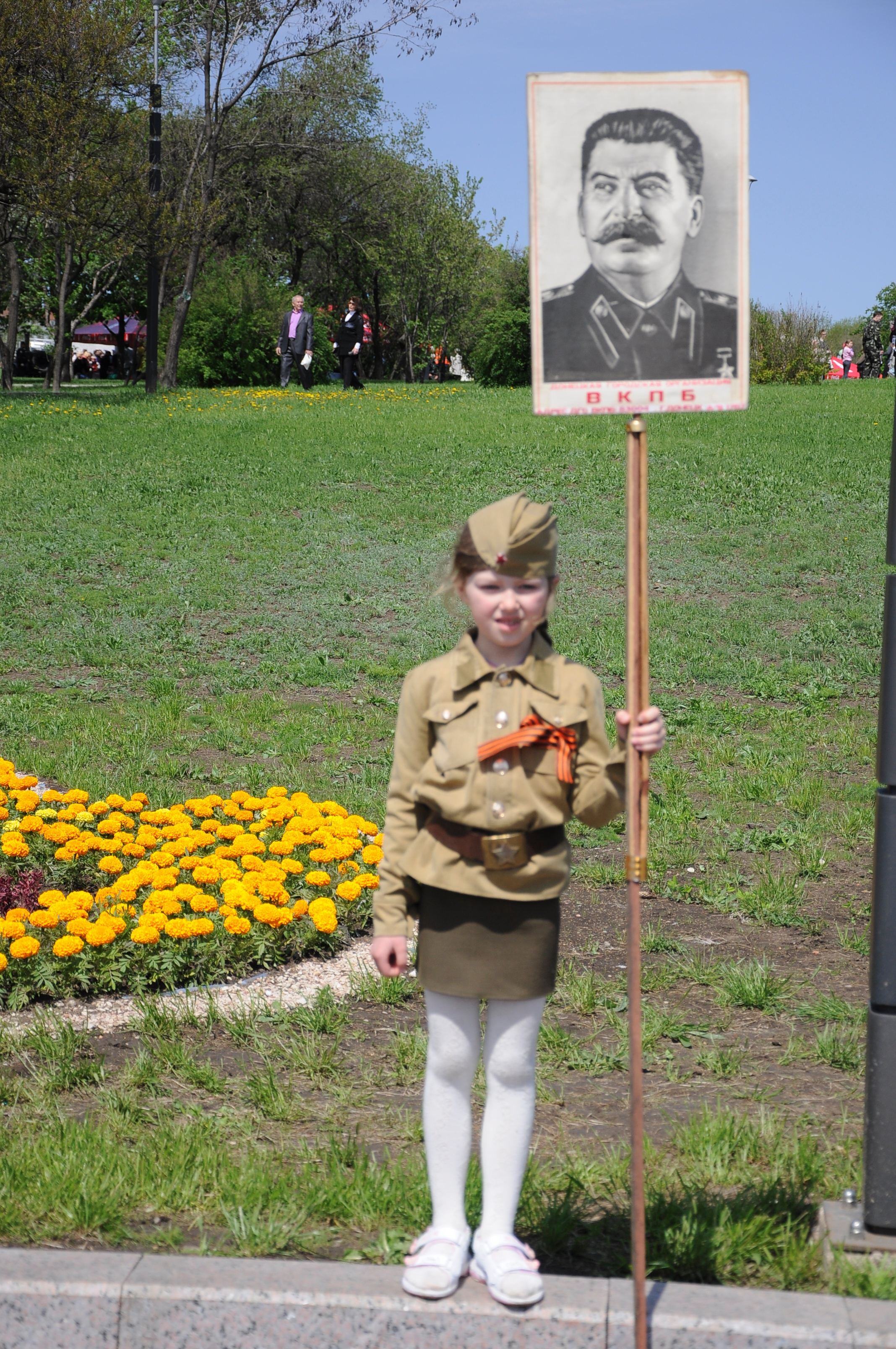
Ukraine im Mai 2011